# 大同镇 (邛崃市)
大同镇，原为大同乡，是中华人民共和国四川省成都市邛崃市下辖的一个乡镇级行政单位。2019年12月，撤销水口镇、大同乡和茶园乡，设立大同镇。将原水口镇和原大同乡永兴社区、青坪村、中华村、景沟村、孔家山村、陶坝村、盐水村、周沟村所属行政区域划归大同镇管辖。大同镇人民政府驻政府街121号。

## 行政区划
大同镇下辖以下地区：
永兴社区、周沟村、景沟村、中华村、孔家山村、盐水村、陶坝村、青杠坪村、陈院村、会龙村、古坪村、建中村和干塘村。